# روبرت لايلي
روبرت لايلي (بالإنجليزية: Robert Lyle)‏ هو قاضي وسياسي أمريكي، ولد في 29 فبراير 1808 في مقاطعة واشنطن في الولايات المتحدة، وتوفي في 21 يونيو 1896 في مقاطعة بيتز في الولايات المتحدة. انتخب عضو مجلس نواب مينيسوتا.